# Goldschale von Krottorf

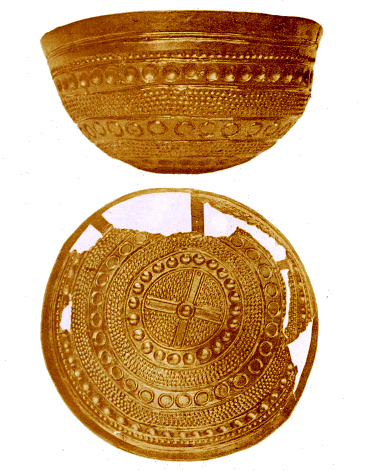
Die Goldschale von Krottorf

Die Goldschale von Krottorf ist eine wahrscheinlich im 14. Jahrhundert v. Chr. während der ausgehenden Mittelbronzezeit entstandene kalottenförmige Schale aus Goldblech. Sie wurde 1909 bei Krottorf, seit 2001 ein Stadtteil von Gröningen im Landkreis Börde (Sachsen-Anhalt), entdeckt und befindet sich heute im Landesmuseum für Vorgeschichte in Halle (Saale).

## Entdeckung

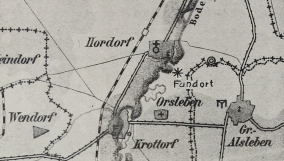
Der Fundort der Goldschale

Die exakte Fundstelle der Schale ist nicht überliefert. Sie soll im Frühling 1909 nordöstlich von Krottorf auf einem Feld, etwa 1 km nördlich der Wüstung Orsleben zwischen Hordorf und Großalsleben, beim Pflügen entdeckt worden sein. Das zerdrückte und zerrissene Objekt landete zunächst auf einem Misthaufen, wurde dort aber vom Sohn des Krottorfer Pfarrers entdeckt und schließlich 1910 durch den Pfarrer an das Provinzialmuseum Halle (das heutige Landesmuseum für Vorgeschichte) vermittelt, dessen Direktor Karl Reuß es für 516 Mark ankaufte. Anschließend wurde die Schale von der Goldschmiede Wratzke und Steiger aus Halle restauriert.

## Beschreibung
Die Schale besteht aus Feingold und ist kalottenförmig. Sie hat einen Mündungsdurchmesser von 13 cm, eine Höhe von 6 cm und eine Wandungsstärke von 0,17 mm. Ihr Gewicht beträgt 68,7 g.
Das Dekor gliedert sich in sieben Zonen, die durch einfache umlaufende Wülste voneinander getrennt sind. Die oberste Zone ist zudem durch einen doppelten Wulst vom unverzierten Rand getrennt. Von oben nach unten weisen die einzelnen Zonen folgende Motive auf:
1. eine einzelne Perlbuckelreihe
2. eine Punktbuckelreihe
3. ein Feld aus fünf Perlbuckelreihen
4. eine Kreisringreihe
5. ein Feld aus vier Perlbuckelreihen
6. eine Punktbuckelreihe
7. am Boden ein gleicharmiges Kreuz mit einem Kreisauge im Mittelpunkt und Perlbuckeln in den Zwickeln

## Die Schale im europäischen Kontext

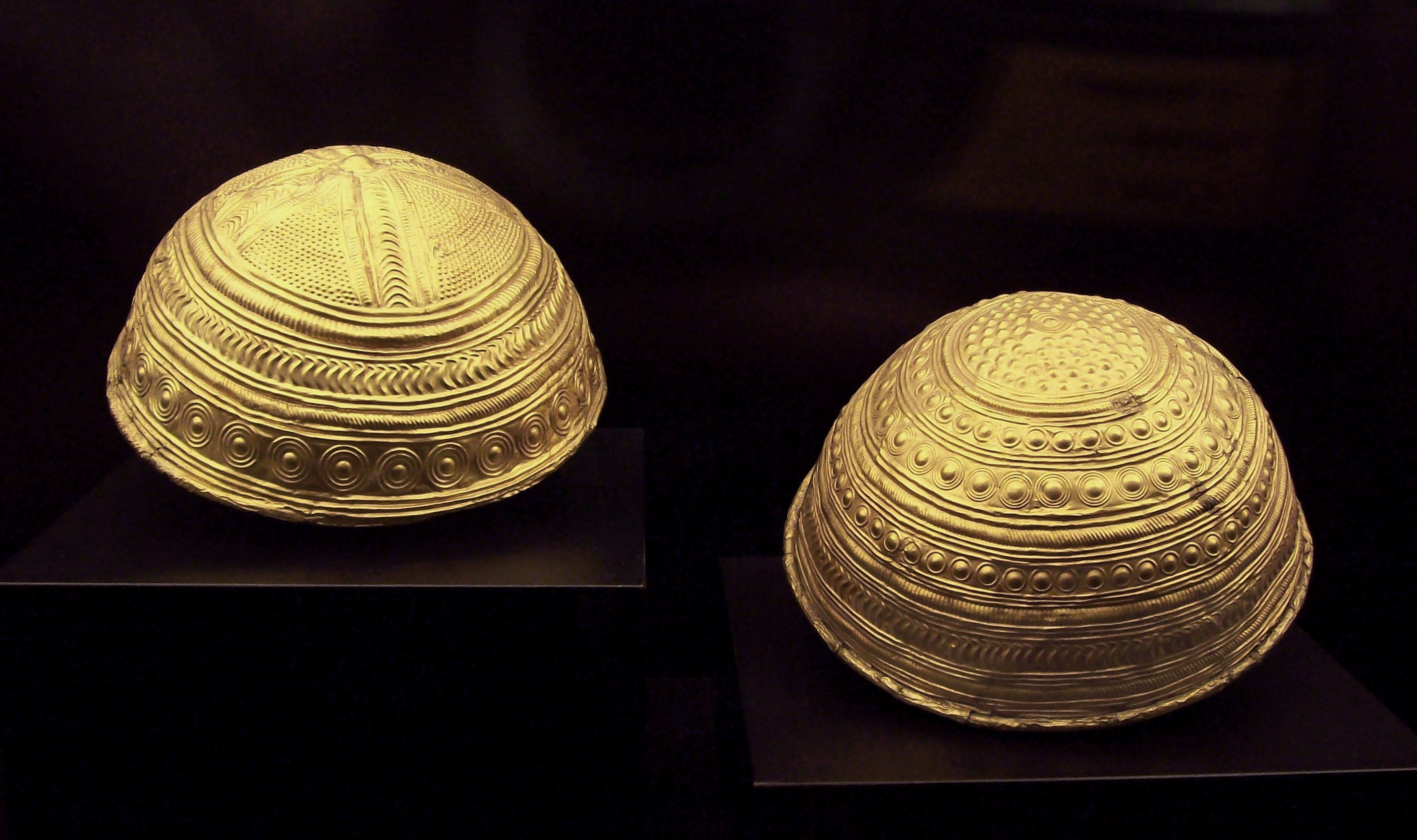
Die Goldschalen von Axtroki im Museo Arqueológico Nacional in Madrid

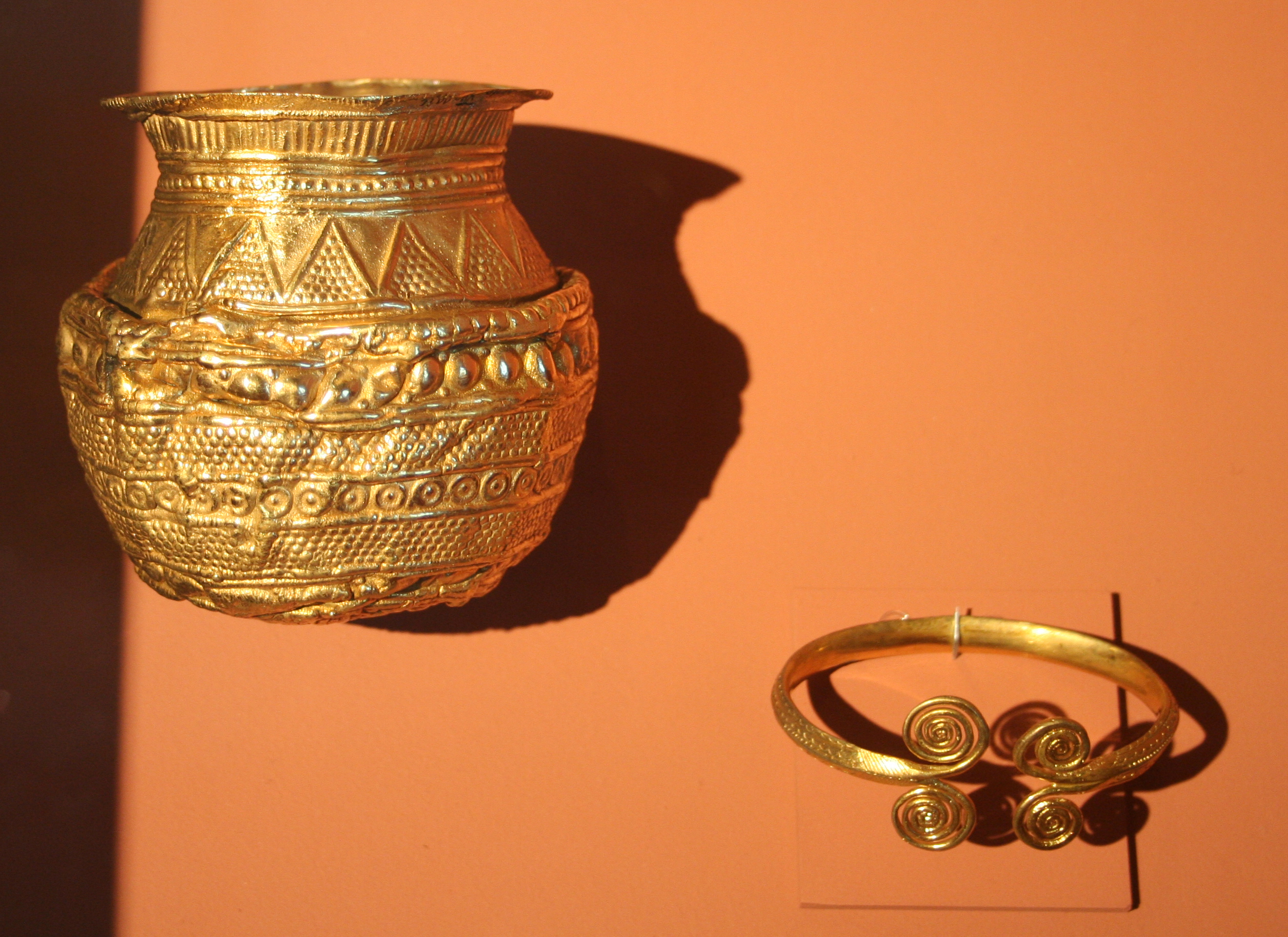
Flasche und Armband aus dem Goldschatz vom Lienewitzer Forst (Nachbildung); Museum für Vor- und Frühgeschichte, Berlin

Bronzezeitliche Goldgefäße sind eine vergleichsweise seltene Fundgattung. Aus der Mittel- und Spätbronzezeit sind Funde aus Dänemark, Deutschland, Frankreich, Italien, den Niederlanden, Schweden, Spanien, der Schweiz und Ungarn bekannt. Eine Häufung lässt sich auf den dänischen Inseln Fünen und Seeland feststellen.
Bei den Gefäßen gibt es größere Variationen an Formen und Dekorelementen. Der Form nach sind der Schale von Krottorf die Goldschalen von Axtroki sowie einige Schalen aus dem Schatz von Villena (beides Spanien) am ähnlichsten. Im Dekor gibt es allerdings nur wenige Übereinstimmungen, etwa das Kreuzmuster am Boden der kleineren Schale von Axtroki. Geografisch näher liegende Vergleichsstücke, wie die Goldschalen aus Gönnebek (Schleswig-Holstein) oder Lüssow-Langendorf (Mecklenburg-Vorpommern), sind sowohl in der Form als auch im Dekor sehr verschieden. Lässt man die Gefäßform außer Acht, dann bildet die Flasche aus dem Goldschatz vom Lienewitzer Forst das beste Vergleichsstück zur Goldschale von Krottorf. Hier weist der Bauch des Gefäßes acht Zonen mit folgenden Motiven auf:
1. eine Reihe aus kleinen Punktbuckeln
2. eine Reihe aus großen Punktbuckeln mit Perlbuckeln in den Zwickeln
3. ein Feld aus fünf Perlbuckelreihen
4. eine Reihe aus Kreisringen mit zentralem Buckel
5. ein Feld aus fünf Perlbuckelreihen
6. eine Reihe mit stilisierten Vogeldarstellungen
7. eine Reihe aus kleinen Punktbuckeln
8. am Boden acht Strahlen mit einem Kreisauge im Mittelpunkt und Perlbuckeln in den Zwickeln

Der größte Unterschied ist das Fehlen von Vogelmotiven auf der Schale von Krottorf. Ansonsten sind sich beide Gefäße sowohl in der Art als auch in der Abfolge der Motive derart ähnlich, dass sie nach Harald Meller aus der gleichen Werkstatt stammen könnten.

## Datierung und Interpretation
Da es sich bei der Schale von Krottorf um einen Einzelfund handelt, ist eine Datierung nur anhand formaler und stilistischer Vergleiche möglich. Sie wurde von Karl Reuß zunächst in die ältere Hallstattzeit bzw. in die Periode IV oder V der nordischen Bronzezeit (1000–700 v. Chr.) datiert. Auch später wurde von einer Entstehung in der Spätbronzezeit (1300–800 v. Chr.) ausgegangen. Nach Harald Meller ist hingegen eine annähernd gleichzeitige Entstehung mit der Flasche vom Lienewitzer Forst am wahrscheinlichsten. Auch sie kann nur indirekt anhand ihrer Beifunde (zwei Doppelspiralarmbänder und zwei Goldspiraldrähte) datiert werden. Zu den Armbändern existiert ein weitgehend identisches Exemplar, das im Grabhügel LA 31 von Fahrenkrug (Schleswig-Holstein) gefunden wurde. Die Ausstattung dieses Grabes datiert recht sicher an den Übergang der Perioden II und III der nordischen Bronzezeit, also ins 14. Jahrhundert v. Chr. Die Flasche vom Lienewitzer Forst und die Goldschale von Krottorf dürften daher in diesem Zeitraum entstanden sein.
Zur Nutzung der Goldschale ist auch eine Verwendung als Kappe diskutiert worden, wobei es sich allenfalls um die Kopfbedeckung eines Kindes, Kultbildes oder die Bekrönung eines Pfahls gehandelt haben könnte.